# Boris Wannikow
Boris Lwowicz Wannikow (ros. Бо́рис Льво́вич Ва́нников, ur. 26 sierpnia?/7 września 1897 we wsi Bibiheybət w guberni bakijskiej (obecnie w granicach miasta Baku), zm. 22 lutego 1962 w Moskwie) – radziecki polityk żydowskiego pochodzenia, ludowy komisarz uzbrojenia ZSRR (1939-1941), ludowy komisarz amunicji ZSRR (1942-1946), ludowy komisarz/minister inżynierii rolniczej ZSRR (1946), generał pułkownik służby inżynieryjno-technicznej, trzykrotny Bohater Pracy Socjalistycznej (1942, 1949 i 1954; drugie odznaczenie otrzymał za powstanie bomby atomowej, trzecie - wodorowej).

## Życiorys
Urodzony w żydowskiej rodzinie robotnika naftowego, po ukończeniu szkoły pracował na polach naftowych, później przy budowie dróg i jako ślusarz w fabryce. 1916 wstąpił do Partii Socjalistów-Rewolucjonistów, z której wystąpił w 1917. W 1918 ukończył Politechnikę w Baku. 1918-1919 służył w Armii Czerwonej, od 1919 w RKP(b). 1919-1920 prowadził podziemną działalność komunistyczną w Baku, później w Tbilisi. Po podbiciu Azerbejdżanu przez Rosję sowiecką przez krótki czas był starszym inspektorem Ludowego Komisariatu Inspekcji Robotniczo-Chłopskiej Rosyjskiej FSRR. Od 1921 starszy inspektor, od 1924 zastępca przewodniczącego inspekcji gospodarczej Ludowego Komisariatu Inspekcji Robotniczo-Chłopskiej Rosyjskiej FSRR w Moskwie, jednocześnie studiował w Wyższej Szkole Technicznej im. Baumana w Moskwie. Od 1927 inżynier, majster, dyrektor techniczny fabryki inżynierii gospodarki rolnej w Lubiercach. 1930-1933 szef wydziału i zastępca przewodniczącego Głównego Zarządu Inżynierii Rolnictwa Najwyższej Rady Gospodarki Narodowej, 1933-1936 dyrektor fabryki broni w Tule, od grudnia 1937 do stycznia 1937 szef Głównego Zarządu Artyleryjsko-Czołgowego, a od stycznia do grudnia 1937: Głównego Zarządu Czołgowego Ludowego Komisariatu Przemysłu Obronnego ZSRR. Od 21 grudnia 1937 do 11 stycznia 1939 zastępca ludowego komisarza przemysłu obronnego ZSRR, a od 11 stycznia 1939 do 6 czerwca 1941 ludowy komisarz uzbrojenia ZSRR. Od 21 marca 1939 do 17 października 1961 członek KC WKP(b)/KPZR. 24 stycznia 1941 mianowany generałem lejtnantem służby inżynieryjno-technicznej. 7 czerwca 1941 aresztowany, 25 lipca 1941 uwolniony i w sierpniu 1942 mianowany zastępcą ludowego komisarza uzbrojenia ZSRR. Od 16 lutego 1942 do 7 stycznia 1946 ludowy komisarz amunicji ZSRR, od 18 listopada 1944 generał pułkownik służby inżynieryjno-technicznej. Od 20 sierpnia 1945 do 26 czerwca 1953 szef I Głównego Zarządu przy Radzie Komisarzy Ludowych/Radzie Ministrów ZSRR i członek Specjalnego Komitetu przy Państwowym Komitecie Obrony/Radzie Komisarzy Ludowych/Radzie Ministrów ZSRR. Odegrał ważną rolę w pracach nad zbudowaniem pierwszej radzieckiej bomby atomowej. Od 7 stycznia do 26 czerwca 1946 ludowy komisarz/minister inżynierii rolniczej ZSRR. Od 26 czerwca 1953 do lutego 1958 I zastępca ministra budowy maszyn średnich ZSRR, następnie na emeryturze. Deputowany do Rady Najwyższej ZSRR 2 kadencji. Pochowany na cmentarzu przy Murze Kremlowskim.

## Odznaczenia i nagrody
- Medal Sierp i Młot Bohatera Pracy Socjalistycznej (trzykrotnie – 3 czerwca 1942[2], 29 października 1949 i 4 stycznia 1954)
- Order Lenina (sześciokrotnie – 23 września 1939, 3 czerwca 1942, 5 lipca 1944, 6 września 1947, 4 stycznia 1954 i 16 września 1957)
- Order Suworowa I klasy (16 września 1945)
- Order Kutuzowa I klasy (18 listopada 1944)
- Medal „Za obronę Moskwy”
- Medal „Za zwycięstwo nad Niemcami w Wielkiej Wojnie Ojczyźnianej 1941–1945”
- Medal „Za zwycięstwo nad Japonią”
- Medal „W upamiętnieniu 800-lecia Moskwy”
- Medal jubileuszowy „40 lat Sił Zbrojnych ZSRR”
- Nagroda Stalinowska (dwukrotnie – 1951 i 1953)